# Vampire Survivors
Vampire Survivors (укр. Ті, хто пережили вампірів) — це рольова відеогра зі стріляниною в стилі roguelike, розроблена та опублікована Лукою Ґаланте. У дочасному доступі вийшла 17 грудня 2021 року. З 2024 року додано офіційну українську локалізацію. Гравець керує персонажем, що атакує автоматично, борючись із безперервними хвилями монстрів з метою якомога довше вижити під час натиску та розблокувати додаткових персонажів, зброю та реліквії для наступних спроб. Всупереч назві гри та оформлення, навмисна іронія полягає в тому, що жоден із різноманітних чудовиськ не є вампіром.

## Системні вимоги
Мінімальні системні вимоги:
- ОС: Windows 7
- Процесор: Intel Pentium 4 або сучасніший процесор з підтримкою SSE2
- Оперативна пам’ять: 1 GB ОП
- Місце на диску: 250 MB доступного місця

## Ігровий процес
Гравець управляє одним з декількох персонажів з різною початковою зброєю та бонусами на зацикленій мапі. Зброя атакує автоматично, а мета гравця — перемогти хвилі різних монстрів, що постійно з'являються. Перемагаючи їх та досліджуючи сцену, гравець може збирати дорогоцінні камені досвіду, які використовуються для підвищення рівня, смажену курку, яка відновлює здоров'я гравця, та інші корисні предмети. При кожному підвищенні рівня гравець отримує на вибір кілька видів зброї та пасивних бонусів; якщо гравець зібрав шість видів зброї та шість бонусів та повністю покращив їх, то на всіх наступних рівнях можна отримати лише золоті монети або смажену курку. Ще один спосіб покращити зброю та бонуси – відкрити скрині, які випадають з особливо сильних монстрів і можуть містити один, три чи п'ять випадкових предметів. При дотриманні відповідних умов зброя повного рівня може бути об'єднана або покращена до досконалої форми.
Сеанси гри Vampire Survivors мають обмеження за часом — 15 або 30 хвилин, залежно від обраної мапи. Після цього часу сцена очищається від усіх ворогів, і з'являється останній ворог, на ім'я Смерть. Мало того, що Смерть дуже сильна та її важко вбити, так ще кожна наступна хвилина буде з'являтися ще одна Смерть, щоб остаточно добити гравця. У перервах між сесіями накопичені золоті монети можна витратити на відкриття нових персонажів та постійних бонусів.

## Розробка
Розробник Лука Ґаланте пояснив, що він створив Vampire Survivors, тому що хотів керувати спільнотою на основі свого минулого досвіду роботи адміністратора сервера Ultima Online. Гра була натхненна Magic Survival, мобільною грою, в якій також був персонаж, що автоматично атакував ворогів. Розробка початкової версії раннього доступу зайняла близько року, при цьому Ґаланте витратив близько £1100 на текстури, графіку та музику.
Успіх гри перевершив очікування Луки Ґаланте та дозволив йому залишити роботу в лютому 2022 року, щоб повністю зосередитися на розробці гри. У вільний час йому неофіційно допомагають «кілька друзів». Запланований контент включає додаткову зброю, персонажів та мапи, а також розглядається «нескінченний режим». Намір Ґаланте полягає в тому, щоб до кінця 2022 року випустити Vampire Survivors повноцінно.

## Оцінки
До кінця січня 2022 року Vampire Survivors став хітом і охопив понад 30 000 одночасних гравців у Steam. Наступного місяця ця кількість продовжувала зростати, а 20 лютого в гру одночасно грав 77 061 гравець.
Іен Вокер з Kotaku і Ґрем Сміт з Rock Paper Shotgun похвалили гру, обидва порівняли її з дофаміном. Ніколь Карпентер з Polygon відзначила глибину гри, сказавши, що «жоден стример, якого я бачила, не грав однаково».